# Kiwa
Kiwa Kiwa-chō (紀和町) fou una vila japonesa situada al Districte de Minamimuro (Prefectura de Mie, Japó). El 2003, la vila tenia una població estimada de 1.674 i una densitat de 14,73 habitants per km². La superfície total és 113,67 quilòmetres². L'1 de novembre de 2005, Kiwa es va fusionar amb la ciutat expandida de Kumano i, per tant, ja no existeix més com a municipi independent.